# Tilman Pesch
Tilman Pesch SJ (* 1. Februar 1836 in Köln; † 18. Oktober 1899 in Valkenburg aan de Geul, Niederlande) war ein deutscher römisch-katholischer Theologe und Philosoph.

## Leben
Tilman Pesch Pesch wurde als Sohn des Schneiders Johann Theodor Pesch und dessen Ehefrau Anna Maria Stüttgen geboren. Er war der Bruder von Heinrich Pesch. Er trat am 15. Oktober 1852 in Münster in das Noviziat der Gesellschaft Jesu ein. Er studierte Philosophie und Theologie zunächst in Paderborn und Bonn und war anschließend vier Jahre als Lehrer am Jesuiten-Gymnasium in Feldkirch als Lateinlehrer tätig. Er setzte seine theologischen Studien an der damaligen theologischen Hochschule der Abtei Maria Laach fort, wo er am 13. Januar 1866 von Bischof Wilhelm Emmanuel von Ketteler in dessen Hauskapelle die Priesterweihe empfing. Von Herbst 1867 bis 1869 wirkte er als Professor der Philosophie im Collegium von Maria Laach. Von 1869 bis 1872 übernahm er in Aachen als Präses die Leitung der Marianischen Kongregation (Männerkongregation), wo er als Seelsorger tätig war. In Aachen legte er 1871 seine letzten Ordensgelübde ab. Außerdem pflegte er im Deutsch-Französischen Krieg verwundete Soldaten, wofür ihm die Medaille für Nichtkombattanten verliehen wurde.
Nach der Ausweisung des Ordens infolge des Jesuitengesetzes begab er sich 1872 zuerst für kurze Zeit nach Schloss Wijnandsrade in der niederländischen Provinz Limburg, wo die bisher in Münster studierenden Ordenskleriker untergebracht wurden. Seit dem 1. Januar 1873 wirkte er in Tervuren (Belgien) in der Redaktion der Zeitschrift Stimmen aus Maria Laach. 
Im Herbst 1876 wurde er in das Studienhaus der Ordensprovinz nach Bleijenbeek in Afferden berufen, um wieder das Lehramt der Philosophie zu übernehmen. Im Rahmen dessen unterrichtete er überwiegend Naturphilosophie und Psychologie. Hier brachte er seinen Studenten die Auseinandersetzung mit Werken der zeitgenössischen Philosophie sowie eine Toleranz gegenüber Andersdenkenden näher. Er unterrichtete hauptsächlich nach der Methode der Scholastik, aber auch nach anderen philosophischen Systemen. Besonders war er auch an den neuen Erkenntnissen und Entwicklungen der Naturwissenschaften interessiert und legte in seiner Lehre Wert auf deren Berücksichtigung für die Erkenntnis der Wirklichkeit. 1884 legte er das Lehramt nieder, um sich fortan ganz seiner schriftstellerischen Tätigkeit zu widmen.
Daneben war er auch als Seelsorger tätig und wirkte als Kanzelredner, in Volksmissionen und Exerzitien sowie als Missionar in Deutschland. Er war Redner in öffentlichen Versammlungen, musste diese Tätigkeit allerdings häufig aufgrund der Ausweisungen der Jesuiten unterbrechen, wurde polizeilichen Verhören unterzogen oder reiste aus Städten wie Bielefeld, Gelsenkirchen und Düren vorzeitig ab. Er war außerdem Mitglied und Vorstandsmitglied der Görres-Gesellschaft zur Förderung der katholischen Wissenschaft und referierte bei deren Tagungen. In diesem Rahmen hielt er beispielsweise in Bamberg einen 1893 veröffentlichten Vortrag mit dem Titel „Seele und Leib als zwei Bestandteile der einen Menschensubstanz gemäß der Lehre des hl. Thomas von Aquin“.
Seine letzten Lebensjahre verbrachte er im Ignatiuskolleg Valkenburg. Er litt in dieser Zeit unter drastischen gesundheitlichen Beeinträchtigungen durch Diabetes, der auch sein schriftstellerisches Wirken einschränkten.

## Kritik
Die Kölnische Zeitung beklagte 1912: „Der Jesuit Tilmann [sic] Pesch, einer der schriftstellerisch fruchbarsten Jesuiten der ‚deutschen‘ Ordensprovinz, betreibt in seinen Schriften Haß und Verachtung Andersgläubiger, ihre persönliche Verunglimpfung in einer unglaublichen Weise; die Schriften des Evangelischen Bundes gegen die ‚Römlinge‘ [...] sind gegen seine Ausfälle Kinderspiel. Sein Buch Christ oder Antichrist [...] ist eine einzige Beschimpfung des Protestantismus und der Reformatoren. Und das von ihm und seinem Ordensbruder Reichmann ins Leben gerufene Unternehmen Flugschriften zur Wehr und Lehr, die in Tausenden von kleinen Heftchen [...] Jahr für Jahr ins Volk geworfen werden, geht geradezu darauf aus, die Protestanten als Auswurf der Menschheit zu schildern.“

## Werke
Die Hauptwerke seines wissenschaftlichen Werkes liegen vor in den lateinischen scholastischen Lehrbüchern, die er als Bestandteile der auf seine Anregung unternommenen Philosophia Lacensis verfasste, in der von früheren Philosophieprofessoren des Collegs von Maria-Laach das Gesamtgebiet der Philosophie in Einzelwerken dargestellt werden sollte.
- Das religiöse Leben. Herder, Freiburg i. Br.
- Der Soldatenfreund. Geleitbüchlein für katholische Soldaten. Herder, Freiburg i. Br.
- Christliche Lebensphilosophie. Herder, Freiburg i. Br.
- Die großen Welträtsel. Philosophie der Natur. 2 Bände, Herder, Freiburg i. Br.
- (unter dem Pseudonym „Gottlieb“:) Christ oder Antichrist. Beiträge zur Abwehr gegen Angriffe auf die religiöse Wahrheit. Verlag der Germania, Berlin.
  - Bd. 1: Briefe aus Hamburg. Ein Wort zur Vertheidigung der Kirche gegen die Angriffe von sieben Läugnern der Gottheit Christi.
  - Bd. 2: Der Krach von Wittenberg. Blicke auf den religiösen Wirrwarr der Gegenwart.